# Yu Lijun
Yu Lijun (Shanghai, 28 november 1978) is een Chinees waterpolospeler.
Yu Lijun nam als waterpoloër één keer deel aan de Olympische Spelen in 2008. Op de Aziatische Spelen 2006 won hij de gouden medaille en in 2010 een zilveren.